# Чале (Цаленджихский муниципалитет)
Чале (груз. ჭალე) — село в Грузии, на территории Цаленджихского муниципалитета края (мхаре) Самегрело-Верхняя Сванетия.

## География
Село находится в западной части Грузии, на правом берегу реки Ингури, на расстоянии приблизительно 8 километров (по прямой) к северо-западу от города Цаленджиха, административного центра муниципалитета. Абсолютная высота — 270 метров над уровнем моря.

## Население
По результатам официальной переписи населения 2014 года, в Чале проживало 900 человек (437 мужчин и 463 женщины). В национальной структуре населения грузины составляли 100 %.
| Год  | Население, человек |
| ---- | ------------------ |
| 2002 | 1244               |
| 2014 | ↘ 900              |